# أزمة محطة زاباروجيا للطاقة النووية
أثناء الغزو الروسي لأوكرانيا، أصبحت محطة زاباروجيا للطاقة النووية مركزًا لأزمة الأمان النووي المستمرة، والتي وصفتها أوكرانيا بأنها عمل إرهابي نووي من قبل روسيا.
وشهدت المحطة، وهي الأكبر من نوعها في أوروبا، تدمير بنيتها التحتية من خلال القصف، وألحقت أضرارًا بخطوط الكهرباء، وهو ما يرقى إلى ما تصفه السلطات الأوكرانية بأنه أكبر مأزق من نوعه في التاريخ. قد تتجاوز الكارثة المحتملة حجم الكوارث السابقة في محطات الطاقة النووية.
وفقًا لتقرير صادر عن الوكالة الدولية للطاقة الذرية، فإن "الوضع في أوكرانيا غير مسبوق. إنها المرة الأولى التي ينشب فيها نزاع عسكري وسط منشآت برنامج طاقة نووية كبيرة وراسخة". قال خبير السلامة النووية أتيلا أسزودي إن حدثًا مشابهًا في نوعه وحجمه لكارثة تشيرنوبل غير ممكن تقنيًا وماديًا في محطة زاباروجيا، بينما دعا إلى اتخاذ خطوات عاجلة لضمان سلامة المحطة.